# Jenner (cràter)

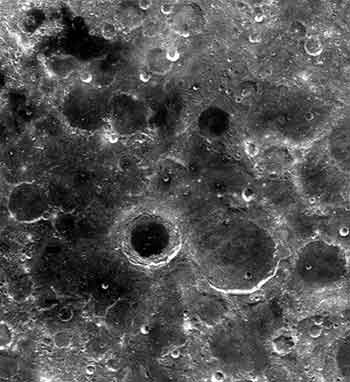
Imatge del Mare Australe, amb Jenner al centre.

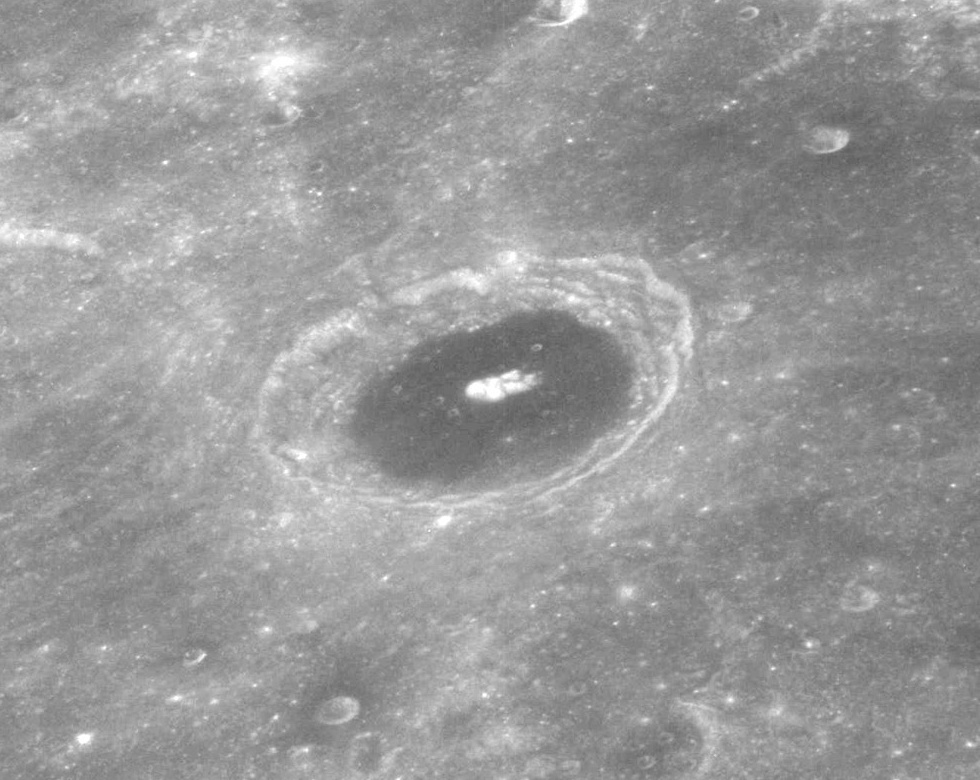
Fotografia de la missió Apol·lo 8

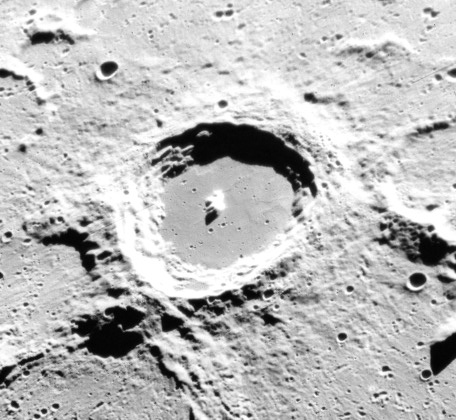
Fotografia de la missió Apol·lo 15

Jenner és un cràter d'impacte lunar que es troba dins del Mare Australe, just després del terminador suroriental, en la cara oculta de la Lluna, per la qual cosa es pot veure des de la Terra durant els períodes de libració i d'il·luminació favorables. A l'est, gairebé unit a la vora exterior de Jenner es troba el cràter de major grandària inundada de lava Lamb.

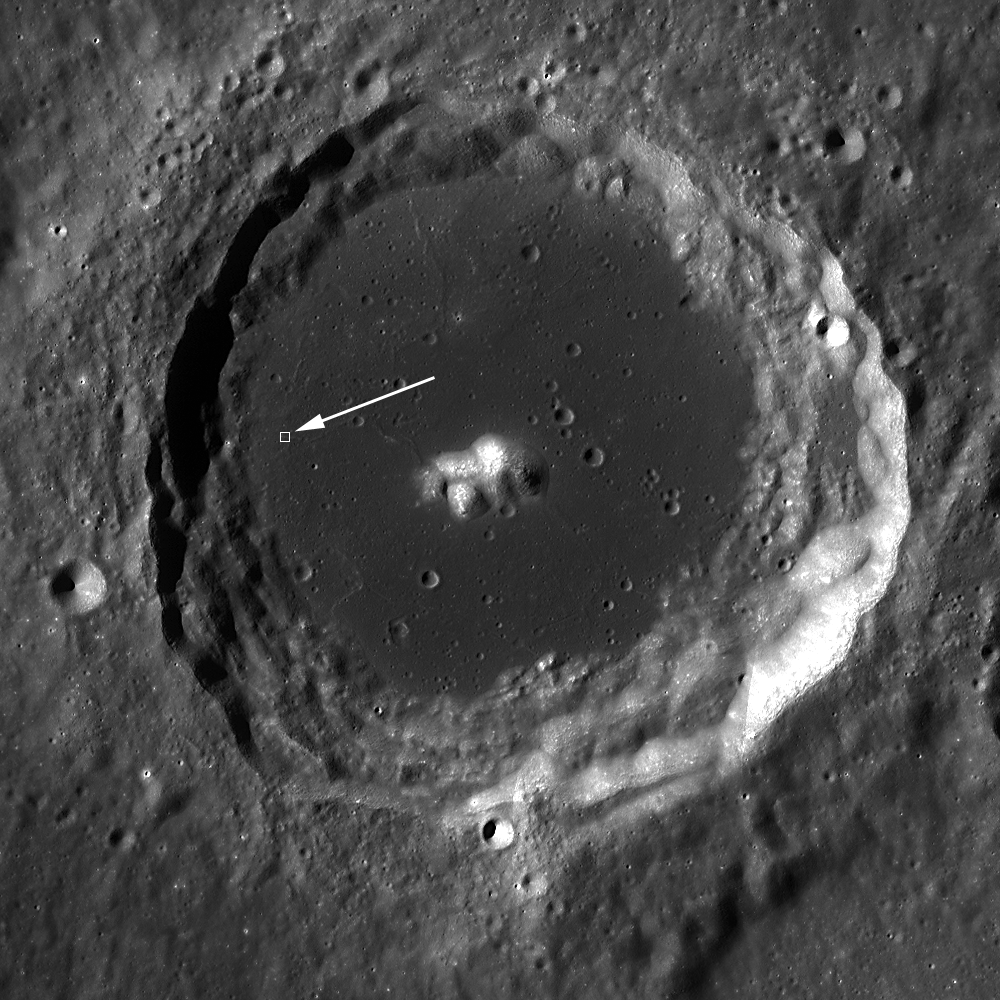
Fotografia de la missió Lunar Reconnaissance Orbiter

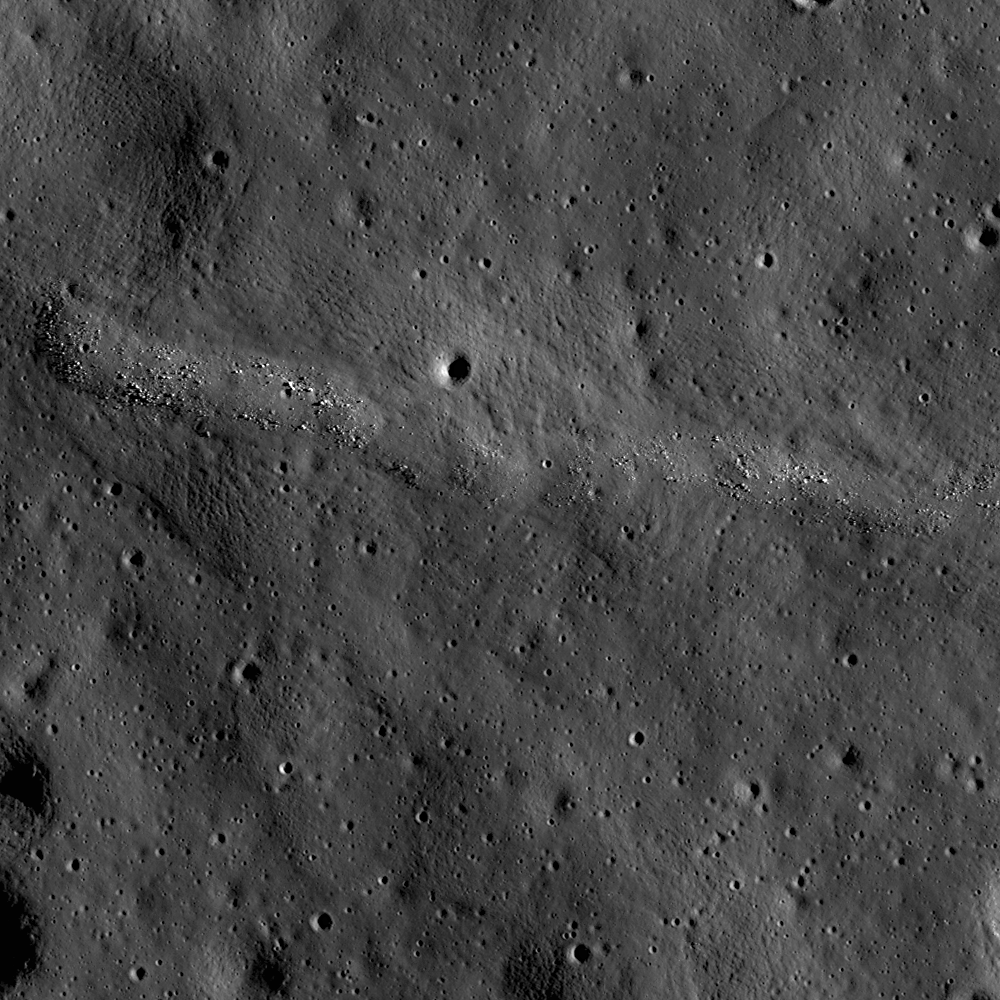
Detall de la zona marcada per la fletxa a la foto anterior

Es tracta d'un cràter gairebé circular amb una vora afilada però un poc irregular que no s'ha erosionat significativament. Presenta alguns terraplenats, particularment en les parets interiors del sud-oest, i en el bord sud-est. El sòl interior ha estat inundat per lava basáltica, deixant un interior anivellat i fosc. No hi ha trencaments en la vora exterior per on la lava podria haver entrat en el cràter, per la qual cosa va ser presumiblement inundat des de baix. El sòl està marcat només per uns petits cràters. Al voltant de Jenner apareixen unes rampes de materials ejectats que s'estenen per més de mig diàmetre del cràter en algunes direccions.

## Cràters satèl·lit
Per convenció aquests elements són identificats en els mapes lunars posant la lletra en el costat del punt mitjà del cràter que està més proper a Jenner.
|        | \| Jenner \| Coordenades \| Diàmetre \| \| ------ \| -------------------------------------- \| -------- \| \| M \| 45° 51′ S, 95° 41′ E / 45.85°S,95.69°E \| 11 km \| \| X \| 37° 19′ S, 93° 50′ E / 37.32°S,93.83°E \| 12 km \| \| Y \| 38° 30′ S, 94° 46′ E / 38.50°S,94.77°E \| 31 km \| |          |
| Jenner | Coordenades | Diàmetre |
| M      | 45° 51′ S, 95° 41′ E / 45.85°S,95.69°E | 11 km    |
| X      | 37° 19′ S, 93° 50′ E / 37.32°S,93.83°E | 12 km    |
| Y      | 38° 30′ S, 94° 46′ E / 38.50°S,94.77°E | 31 km    |